# The Watson Carriage Company
The Watson Carriage Company war ein kanadischer Hersteller von Kutschen und Automobilen.

## Unternehmensgeschichte
Das Unternehmen hatte seinen Sitz in Ottawa. Die älteste bekannte Erwähnung stammt aus dem Jahr 1901, als es in ein Gebäude zog, das vorher von der Ottawa Canning Company genutzt worden war. Das Unternehmen produzierte überwiegend Kutschen. 1911 wurde der Beschluss gefasst, Kraftfahrzeuge herzustellen. 1912 wurden auf der Toronto Motor Show Nutzfahrzeuge unter dem Markennamen Watson präsentiert. Im selben Jahr endete die Produktion von Kraftfahrzeugen.
Das genannte Gebäude brannte 1914 nieder und wurde nicht wieder aufgebaut. Es ist nicht bekannt, ob das Unternehmen 1914 oder danach noch existierte.

## Kraftfahrzeuge
Die Nutzfahrzeuge waren Lieferwagen, die es sowohl mit geschlossenem Aufbau als auch mit seitlichen Fenstern gab. Außerdem stand ein Taxi im Sortiment. Hiervon nahm die Taxigesellschaft Ottawa Ltd. sechs Stück in auffallend blauer Lackierung ab. Eine Abbildung zeigt ein Fahrzeug mit der Karosseriebauform Landaulet.
Gemeinsamkeit aller Fahrzeuge war, dass der Ottomotor von Hupmobile stammte und ein Reibradgetriebe die Motorleistung an die Antriebsachse übertrug.